# Iclod

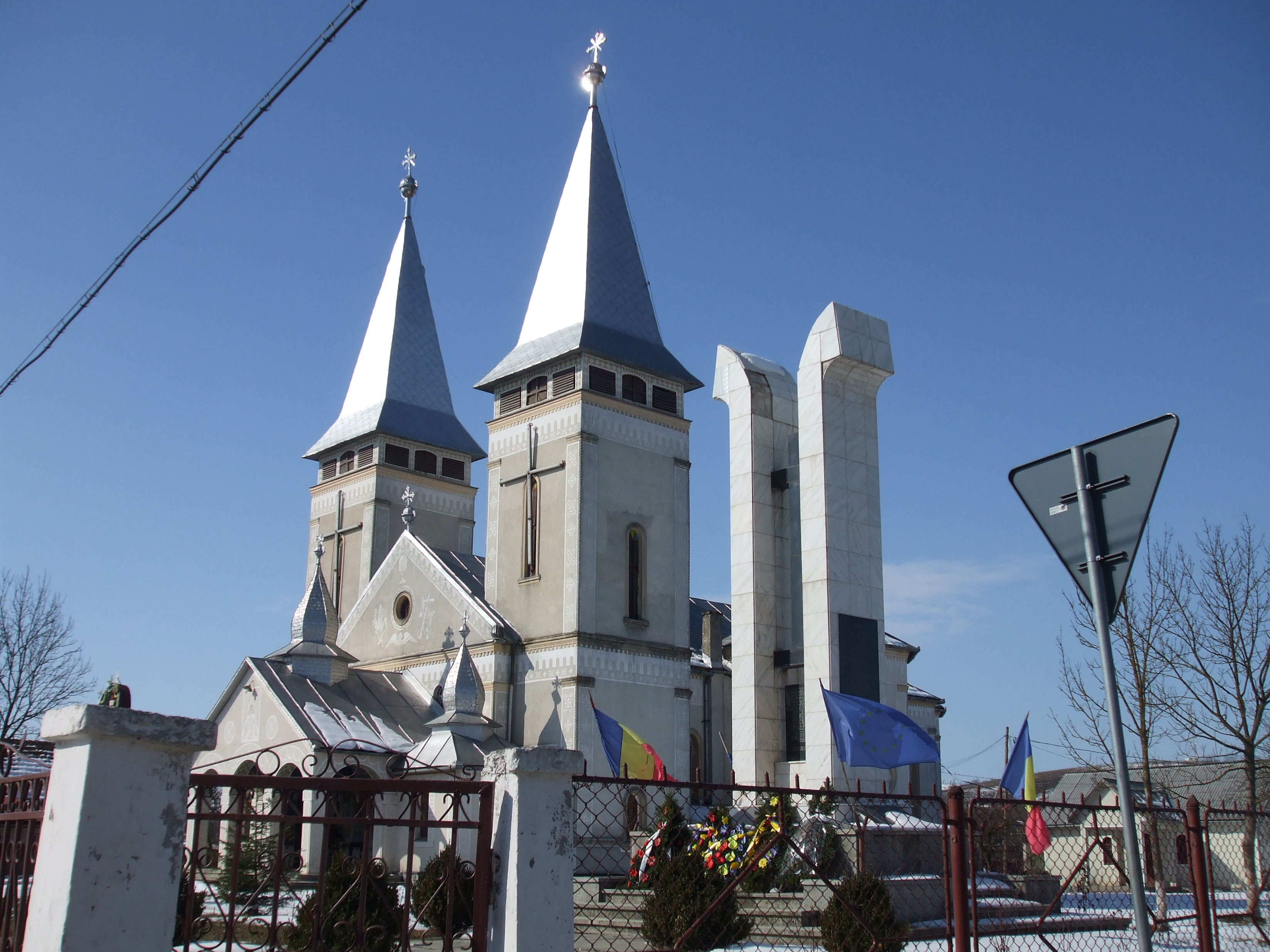

Iclod es una comuna Rumania, en el distrito de Cluj. Su población en el censo de 2002 era de 4 414 habitantes.
- Datos: Q16426206
- Multimedia: Iclod, Cluj / Q16426206

1. ↑  Worldpostalcodes.org,código postal n.º 407335.